# Brusznyai Árpád

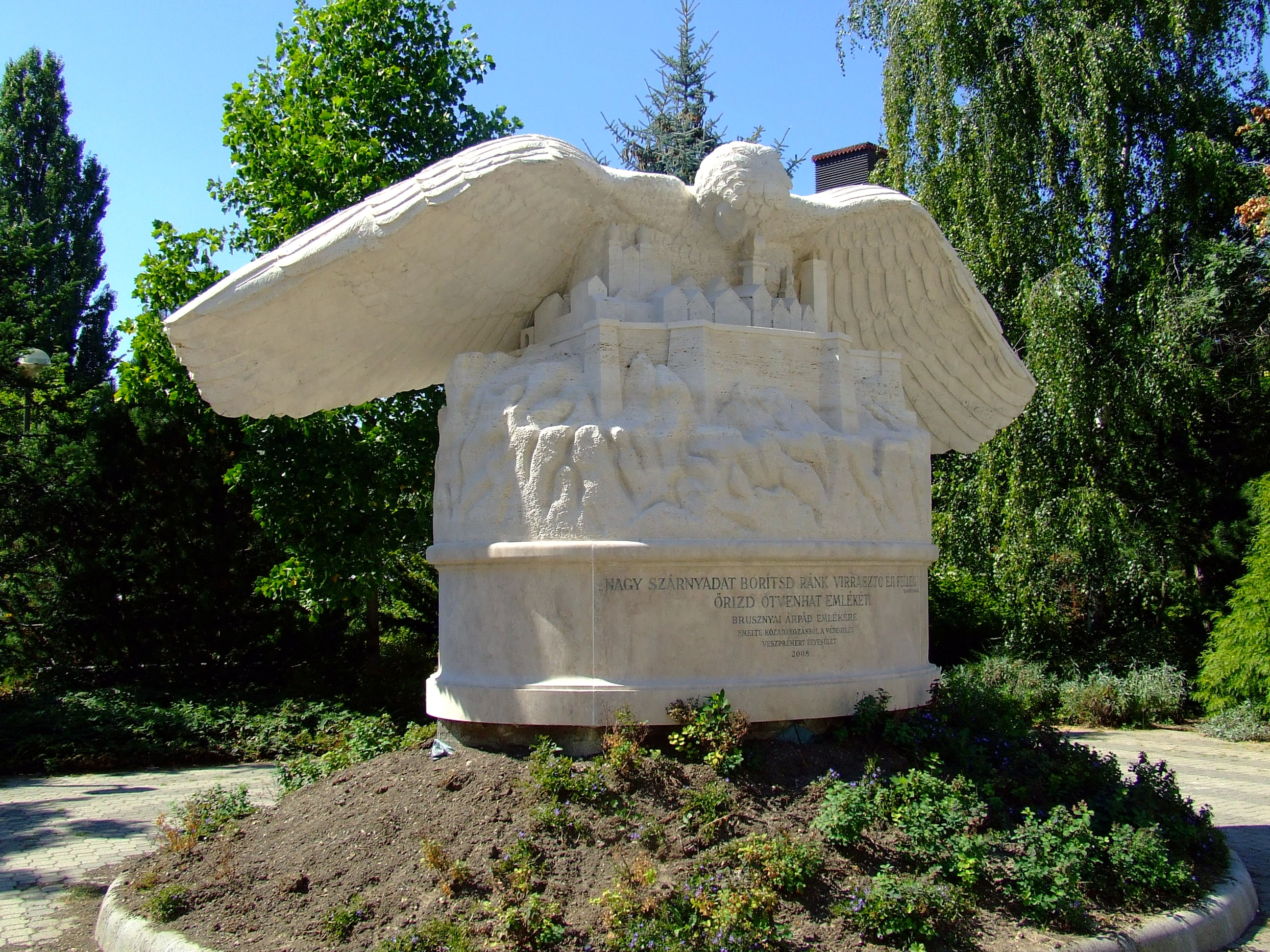
Brusznyai Árpád emlékműve Veszprémben. Melocco Miklós alkotása (2008)

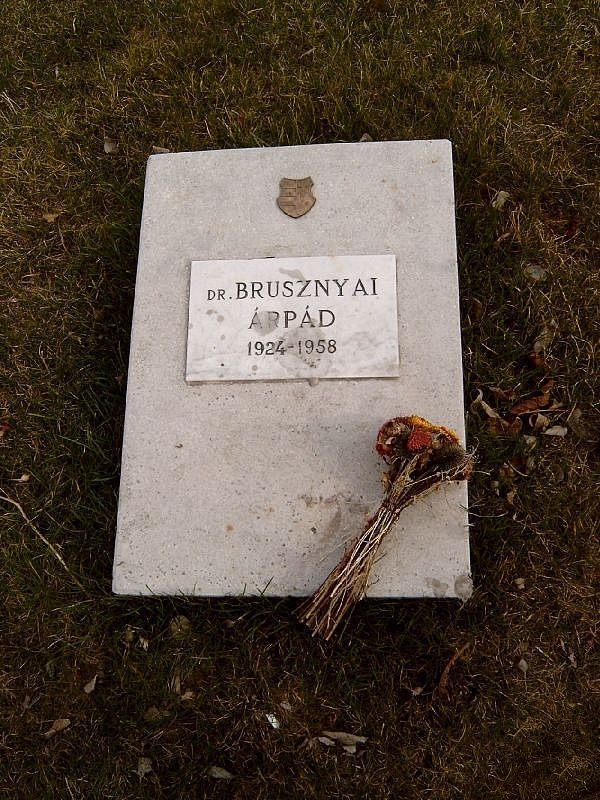
Brusznyai Árpád sírja a budapesti Új köztemető 301-es parcellájában

Brusznyai Árpád (Derekegyház, 1924. június 27. – Budapest, 1958. január 9.) középiskolai tanár, az 1956-os forradalom kivégzett mártírja.

## Élete
Brusznyai Árpád 1924. június 27-én született, édesapja csendőr volt. A fiú tehetsége már fiatal korában kitűnt. A tanulásban, és a sportéletben is jeleskedett ezért a középiskolás éveiben ösztöndíjban részesült. 1947-ben így Bécsben folytathatta tanulmányait, és 1949-ben megszerezte diplomáját, a görög–magyar történelem szakos tanári oklevelet.
1949–50-ben Budapesten dolgozott tanársegédként a budapesti Eötvös Loránd Tudományegyetem ógörög filológiai intézetében. Apját bebörtönözték, római katolikus pap bátyját, Józsefet internálták, őt magát pedig elbocsátották az egyetemről. 1950-től a váci székesegyház kántora lett. Ebben a városban ismerkedett össze Ilonával, aki később felesége lett, és soha nem hagyta el.
Az 1956-os forradalom idején Veszprémben dolgozott. Fiatal tanítványait forradalmi csoportba szervezte, de soha nem engedte őket fegyveres harc közelébe, hogy életüket megóvja. Határozott fellépése révén több, a városi felkelők által elfogott helybéli ÁVH-s és gyűlölt pártember menekült meg a lincseléstől, és került a forradalmi hatóság „rendes” őrizetébe, bírósági eljárásra várva. Ennek ellenére Brusznyait a megtorlás során egy koncepciós perben (Brusznyai-per) a népi demokratikus államrend erőszakos megdöntésére irányuló fegyveres összeesküvés szervezésével és népellenes bűncselekmények elkövetésével vádolták meg. A Győri Katonai Bíróság Népbírósági Tanácsa – a mellette szóló bizonyítékokat figyelembe véve – előbb „csak” életfogytiglani börtönbüntetésre ítélte. Az „enyhe” ítélettel elégedetlen Pap János, az MSZMP helyi vezetője azonban személyesen közbelépett, ennek nyomán Brusznyait a Legfelsőbb Bíróság Tanácsa kötél általi halálra ítélte. Megmentése érdekében több ismert magyar értelmiségi, köztük Kodály Zoltán is közbenjárt a Kádár-kormányzatnál, de sikertelenül. Brusznyait 1958. január 9-én kivégezték, testét jeltelen sírba temették.
Az 1989–90-es rendszerváltás során Brusznyai Árpádot és mártír társait rehabilitálták, és tisztességgel újratemették. A magyar demokratikus sajtó nyilvánosan kezdte tárgyalni Pap Jánosnak, az MSZMP Veszprém megyei nagyhatalmú titkárának személyes, cselekvő közreműködését Brusznyai halálra ítéltetésében. A közfelháborodás nyomán felmerült a volt pártvezető büntetőjogi felelősségre vonása is. Pap 1994-ben öngyilkos lett.
1991-ben Brusznyai Árpádot posztumusz Veszprém város díszpolgárává avatták.

### Tanulmányai
- 1934–1942 Horváth Mihály Gimnázium, Szentes
- 1942 Pázmány Péter Tudományegyetem Bölcsészettudományi Karán a klasszika-filológia tanszéken Eötvös-kollégista
- 1947-ben ösztöndíjasként Bécsben tanult egy évig.

## Műve
- A Homérosz-kérdés; összeáll. Kőszegi Lajos, utószó, jegyz. Jász Attila; Veszprém Megyei Önkormányzat Közgyűlése, Veszprém, 1991 (Pannon panteon, 4.)

## Emlékezete
- Melocco Miklós alkotta emlékművét a veszprémi megyeház előtti téren Sólyom László köztársasági elnök avatta fel 2008. január 9-én, Brusznyai Árpád kivégzésének 50. évfordulóján.[4]
- Veszprém központjában utca őrzi emlékét. A Brusznyai Árpád utca a város egyik legfontosabb ütőere, itt található többek között a Magyar Államkincstár Veszprém vármegyei központja, valamint a Hangvilla koncertterem és közösségi tér.
- Vácott az iskolaközpontban utcát neveztek el róla, valamint márványtábla is őrzi emlékét
- Humanista helytállásáért 2006-ban Magyar Örökség díjjal tüntették ki[5]
- Derekegyházon, szülőfalujában a nevét viseli a művelődési ház[6]
- Szentesen sétány[7] viseli a nevét
- Szentesen egykori középiskolája, a Horváth Mihály Gimnázium falán tábla őrzi emlékét,[8][9] amelyet Göncz Árpád köztársasági elnök avatott fel[10] 1992. január 9-én